# Umida Omonova
 Umida Omonova est une joueuse d'échecs ouzbèke née en 2006.
Elle a le titre de maître international féminin.
En 2018, Omonova est vice-championne du monde des moins de 12 ans.
Elle remporte le championnat d'Ouzbekistan féminin à trois reprises, de 2023 à 2025.
Elle est membre de l'équipe d'Ouzbékistan aux olympiades de 2022 et 2024.
Elle atteint les huitièmes de finales lors de la Coupe du monde d'échecs féminine 2025.